# Campylopus luetzelburgii
Campylopus luetzelburgii är en bladmossart som beskrevs av Theodor Carl Karl Julius Herzog och G. Frahm 1981. Campylopus luetzelburgii ingår i släktet nervmossor, och familjen Dicranaceae. Inga underarter finns listade i Catalogue of Life.